# Луців Микола Васильович (військовослужбовець)
Микола Васильович Луців (30 серпня 1980, м. Бучач, нині Україна — травень 2022, м. Дніпро, Україна) — український військовослужбовець, солдат Збройних сил України, учасник російсько-української війни. Кавалер ордена «За мужність» III ступеня (2022, посмертно).

## Життєпис
Микола Луців народився 30 серпня 1980 року в місті Бучачі на Тернопільщині.
8 березня 2022 року призваний на військову службу в лави Збройних сил України. Служив розвідником-далекомірником 2-ї мінометної батареї. 2 травня 2022 року потрапив під мінометний обстріл біля м. Сєверодонецька на Луганщині. Того ж дня його тяжко пораненого у комі доправили до військового госпіталю у Дніпро, де й помер.
Похований 9 травня 2022 року в родинному місті.
Залишилася дружина та син.

## Нагороди
- орден «За мужність» III ступеня (9 серпня 2022, посмертно) — за особисту мужність і самовіддані дії, виявлені у захисті державного суверенітету та територіальної цілісності України, вірність військовій присязі[1].